# Vitaly Janelt
Vitaly Janelt (Hamburg, 10 mei 1998) is een Duits voetballer die doorgaans speelt als middenvelder. In oktober 2020 verruilde hij VfL Bochum voor Brentford.

## Clubcarrière
Janelt speelde in de jeugd van Bargfelder SV en kwam via SSC Hagen Ahrensburg in de opleiding van Hamburger SV terecht. Deze club verliet hij in 2014 voor RB Leipzig. Hier speelde de middenvelder alleen in het tweede elftal, alvorens hij in januari 2017 voor anderhalf jaar verhuurd werd aan VfL Bochum. Bij de overgang bereikten de clubs ook een akkoord over een optie tot koop. Zijn debuut voor Bochum maakte hij op 1 april 2017, op bezoek bij SV Sandhausen. Daar werd met 0–0 gelijkgespeeld en Janelt moest van coach Gertjan Verbeek op de reservebank beginnen. Hij mocht in de rust invallen voor Dominik Wydra. Na afloop van de verhuurperiode lichtte Bochum de optie tot koop, waarmee Janelt definitief kwam vast te liggen.
De Duitser maakte in de zomer van 2020 voor een bedrag van circa zeshonderdduizend euro de overstap naar Brentford, waar hij zijn handtekening zette onder een verbintenis voor de duur van vier seizoenen. Aan het einde van het seizoen 2020/21 promoveerde Brentford naar de Premier League. Op het hoogste niveau debuteerde de Londense club met een zege op Arsenal (2–0).

## Clubstatistieken
| Seizoen | Club          | Competitie           | Competitie | Competitie | Beker | Beker | Internationaal | Internationaal | Totaal | Totaal |
| Seizoen | Club          | Competitie           | Wed.       | Dlp.       | Wed.  | Dlp.  | Wed.           | Dlp.           | Wed.   | Dlp.   |
| ------- | ------------- | -------------------- | ---------- | ---------- | ----- | ----- | -------------- | -------------- | ------ | ------ |
| 2016/17 | RB Leipzig II | Regionalliga Nordost | 6          | 0          | —     | —     | —              | —              | 6      | 0      |
| 2016/17 | → VfL Bochum  | 2. Bundesliga        | 7          | 0          | 0     | 0     | —              | —              | 7      | 0      |
| 2017/18 | → VfL Bochum  | 2. Bundesliga        | 13         | 0          | 0     | 0     | —              | —              | 13     | 0      |
| 2018/19 | VfL Bochum    | 2. Bundesliga        | 9          | 1          | 1     | 0     | —              | —              | 10     | 1      |
| 2019/20 | VfL Bochum    | 2. Bundesliga        | 24         | 1          | 0     | 0     | —              | —              | 24     | 1      |
| 2020/21 | Brentford     | Championship         | 44         | 4          | 3     | 0     | —              | —              | 47     | 4      |
| 2021/22 | Brentford     | Premier League       | 31         | 4          | 4     | 0     | —              | —              | 35     | 4      |
| 2022/23 | Brentford     | Premier League       | 35         | 3          | 2     | 0     | —              | —              | 37     | 3      |
| 2023/24 | Brentford     | Premier League       | 38         | 1          | 4     | 0     | —              | —              | 42     | 1      |
| 2024/25 | Brentford     | Premier League       | 32         | 1          | 3     | 0     | —              | —              | 35     | 1      |
| Totaal  | Totaal        | Totaal               | 239        | 15         | 17    | 0     | 0              | 0              | 256    | 15     |

Bijgewerkt op 2 mei 2025.

## Interlandcarrière
Janelt maakte in 2019 zijn debuut als speler van Duitsland –21. Met dat team was hij in de zomer van 2021 actief op het EK –21. Tijdens de eindronde viel hij vier keer in en hij hielp zijn team daarmee naar de Europese titel.

## Erelijst
| EK –21 | 1 | 2021 |